# زیمبابوه رودزیا

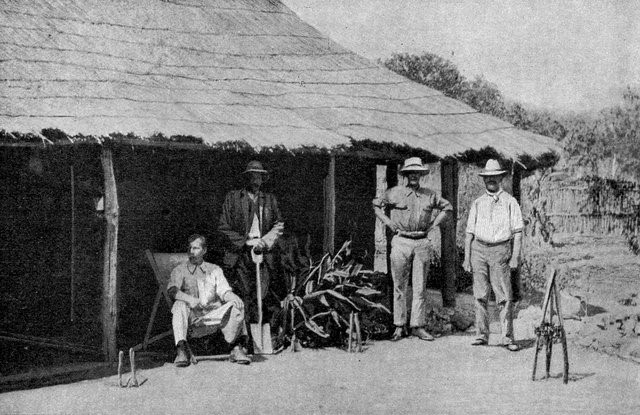
Zimbabwe Rhodesia

زیمبابوه رودزیا (به انگلیسی Zimbabwe Rhodesia) یک دولت به رسمیت شناخته نشده بود که در اول ژون ۱۹۷۹ اعلام موجودیت کرد و در ۱۲ دسامبر ۱۹۷۹ منحل شد. زیمبابوه رودزیا، جایگزین رودزیا شد، که به طور خلاصه، در مستعمره بریتانیا، رودزیای جنوبی، که مطابق تئوری قانون اساسی بریتانیا، پس از اعلامیه استقلال یک طرفه یک دولت مستقل به شمار می آمد.
حدود سه ماه بعد، مستعمره رودزیای جنوبی، استقلال یافت و جمهوری زیمبابوه تشکیل شد.